# Rajewskoje (Kaliningrad)
Rajewskoje (russisch Раевское, deutsch Plompen, litauisch Plumpai) ist ein Ort in der russischen Oblast Kaliningrad. Er gehört zur kommunalen Selbstverwaltungseinheit Stadtkreis Tschernjachowsk im Rajon Tschernjachowsk. Laut den beiden letzten Volkszählungen von 2002 und 2010 ist der Ort verlassen.

## Geographische Lage
Rajewskoje liegt etwa 23 Kilometer nordwestlich der Rajonstadt Tschernjachowsk (Insterburg) an der Kommunalstraße 27K-125 von Dalneje (Groß Schirrau) nach Meschduretschje (Norkitten). Eine Bahnanbindung besteht nicht.

## Geschichte
Die Gründung des bis 1946 Plompen genannten Dorfes erfolgte um 1635. Zwischen 1874 und 1945 war es in den Amtsbezirk Weidlacken (heute russisch: Jelniki) eingegliedert, der zum Kreis Wehlau im Regierungsbezirk Königsberg der preußischen Provinz Ostpreußen gehörte.
In Kriegsfolge kam Plompen 1945 mit dem nördlichen Ostpreußen zur Sowjetunion. 1950 erhielt der Ort die russische Bezeichnung Rajewskoje. Er wurde dem Dorfsowjet Kamenski selski Sowet im Rajon Tschernjachowsk zugeordnet. Von 2008 bis 2015 gehörte Rajewskoje zur Landgemeinde Kamenskoje selskoje posselenije und seither zum Stadtkreis Tschernjachowsk.

### Einwohnerentwicklung
| Jahr | Einwohner |
| ---- | --------- |
| 1910 | 54        |
| 1933 | 61        |
| 1939 | 43        |
| 2002 | 0         |
| 2010 | 0         |

## Kirche
Die Einwohnerschaft Plompens war vor 1945 fast ausnahmslos evangelischer Konfession und in das Kirchspiel der Kirche Groß Schirrau (heute russisch: Dalneje) eingepfarrt. Es gehörte zum Kirchenkreis Wehlau (Snamensk) in der Kirchenprovinz Ostpreußen der Kirche der Altpreußischen Union. Heute liegt Rajewskoje im Einzugsbereich der neu entstandenen evangelisch-lutherischen Gemeinde in Talpaki (Taplacken), einer Filialgemeinde der Auferstehungskirche in Kaliningrad (Königsberg) in der Propstei Kaliningrad der Evangelisch-lutherischen Kirche Europäisches Russland.